# Z. Marcas
Z. Marcas é um conto de Honoré de Balzac, texto curto e incisivo, surgido em 1840, na Revue parisienne, em seguida publicado em outubro de 1841 nas edições Dessessart sob o título: A Morte de um ambicioso. Figura nas Cenas da vida política da Comédia Humana da edição Furne.

## Enredo
Zéphyrin Marcas, nativo de Vitré, de origem modesta e de inteligência notável, põe toda sua energia em completar um doutorado em direto, depois em escrever no jornalismo, antes de tentar entrada na política. Alojado em uma mansarda, vestido de andrajos, seus vizinhos de apartamento apelidam-no de "as ruínas de Palmira". "O 'Z' associado a seu nome tinha já algo de fatal, mas não se sabe o porquê...".
Nessa sociedade do tempo de Luís Filipe, a miséria é um obstáculo intransponível. Depois de se esgotar no trabalho de escriturário para ganhar seu sustento, depois de ter buscado o apoio de um velho ministro, que Zéphyrin ajudou e que lhe promete mundos e fundos, Marcas é rejeitado a partir do momento em que não tem mais utilidade. Então, ele entra na mais horrível decadência e morre. Seu corpo é atirado na vala comum do Cemitério do Montparnasse.
A história é contada por Charles Rabourdin, filho de Xavier Rabourdin; o funcionário em Les Employés ou La Femme supérieure, que foi vizinho de Marcas em um apartamento lastimável no momento de seus estudos. Charles fez seu melhor para aliviar a miséria de Marcas, dando-lhe, especialmente, roupa branca que guardava de uma de suas conquistas. Ele tem uma visão muito sombria do estado social e político da França, visão que concorda em todos os pontos com o destino infeliz de Marcas.  

## Análise
Essa história romântica, Balzac conta-a em um estilo violento, colorido da forma mais sombria, de tal sorte que sua eloquência aproxima-se da poesia. Essa obra apresenta um interesse particular no sentido de que ela inicia o julgamento que o grande romancista terá sobre a sociedade contemporânea, considerando com um pessimismo absoluto a nova sociedade política nascida da Revolução de Julho.
Pessimismo que virá agora mais sombrio e mais violento em Les Paysans, no qual o autor da Comédia Humana parece desesperar-se da humanidade em geral, com exceção dos grandes homens, quase sempre incorruptíveis, desinteressados, mas forçosamente pobres e rejeitados pelos outros: o pai Niseron, antigo jacobino, e o abade Brossete, totalmente dedicado aos seus fiéis que o desprezam.